# The Elder Scrolls IV: Oblivion Remastered
The Elder Scrolls IV: Oblivion Remastered — гра в жанрі рольовий бойовик, спільно розроблена Virtuos та Bethesda Game Studios і видана Bethesda Softworks. Це ремастер The Elder Scrolls IV: Oblivion 2006 року, який включає в себе повне оновлення графіки за допомогою Unreal Engine 5 та різні інші покращення, від спринту до перероблених меню. До складу Oblivion Remastered входять доповнення Knights of the Nine і Shivering Isles. Гра була анонсована і випущена для Windows, PlayStation 5 і Xbox Series X/S 22 квітня 2025 року.

## Ігровий процес
У грі збережено структуру відкритого світу та основні механіки ґеймплею оригіналу, включно з боями в реальному часі, прокачуванням персонажів, розвитком навичок та квестовими лініями, пов'язаними з кількома фракціями. Ремастер включає повне графічне оновлення з використанням сучасних технологій рендерингу, трасування променів та оновлених текстур і моделей. Поведінка неігрових персонажів (NPC) була переглянута за допомогою покращеного штучного інтелекту, а всі анімації були оновлені. Інтерфейс користувача та схеми управління також були перероблені для сумісності з сучасним поколінням обладнання. Покращення звуку включають перезаписані звуки навколишнього середовища, ефекти та обмежену кількість переробленого озвучування.
Knights of the Nine та Shivering Isles, які є платними доповненнями до оригінальної гри, включені до ремастера.

## Сюжет
Сюжет гри повністю повторює оригінальну гру The Elder Scrolls IV: Oblivion
Події відбуваються у провінції Сіродііл (англ. Cyrodiil), і гравець бере на себе роль Героя Кватча, який опиняється втягнутим у конфлікт, пов'язаний із даедричним світом Облівіон після вбивства імператора Уріела Септима VII.

## Розробка
Гра була спільно розроблена паризькою студією Virtuos та Bethesda Game Studios. Обидві студії розпочали розробку ремастера у 2021 році. Розробники використовували рушій Unreal Engine 5 для покращення візуальних ефектів, покладаючись на рушій Gamebryo для основних елементів, таких як фізика та бої.
Перші ознаки ремастера з'явилися у вересні 2023 року, коли у внутрішніх документах Microsoft, оприлюднених під час розгляду справи «Федеральна торгова комісія проти Microsoft», згадувалося про «Oblivion Remaster», запланований до випуску на 2022 фінансовий рік. Подальші припущення виникли у квітні 2025 року, після того, як на веб-сайті Virtuos було виявлено внутрішньоігрові зображення та промо-матеріали, які згодом поширилися в Інтернеті. 21 квітня 2025 року Bethesda підтвердила існування ремастера, анонсувавши пряму трансляцію, заплановану на наступний день.

## Оцінки
| Агрегатор  | Оцінка                   |
| ---------- | ------------------------ |
| Metacritic | Win: 87/100 XSXS: 83/100 |
| OpenCritic | 83% рекомендованих       |

| Видання  | Оцінка |
| -------- | ------ |
| GameSpot | 8/10   |

The Elder Scrolls IV: Oblivion Remastered отримала «загалом схвальні» відгуки від критиків, згідно з агрегатором рецензій Metacritic. OpenCritic визначив, що 83 % критиків рекомендували гру. Джейк Деккер з GameSpot похвалив візуальне оформлення як таке, що встановлює «новий стандарт для рольових ігор Bethesda», а також виділив моделі персонажів і роботу з оригінальними елементами гри. Деккер також похвалив оновлену систему рівнів, хоча він знайшов бої «все ще грубими» і відзначив незначні проблеми з продуктивністю.

### Продажі
Гра досягла 4 мільйонів гравців через три дні після релізу, з піком у 216 000 одночасних гравців у Steam.